# کرونل فریتاس
کرونل فریتاس (به پرتغالی: Coronel Freitas) یک منطقهٔ مسکونی در برزیل است که در سانتا کاتارینا واقع شده‌است. کرونل فریتاس ۹٬۹۴۰ نفر جمعیت دارد.